# WWE Universal Championship
Ne pas confondre avec le WWE Championship.
Le WWE Universal Championship (que l'on peut traduire par championnat Universel de la WWE) était un championnat de catch utilisé par la World Wrestling Entertainment (WWE). Il s'agissait de l'un des deux titres majeurs masculins, existant dans la fédération entre 2016 et 2024 et la séparation des effectifs autour des deux shows TV principaux de la fédération, SmackDown et Raw. 
Le premier champion était Finn Bálor, qui avait battu Seth Rollins à SummerSlam, le 21 août 2016.

## Histoire du titre
En 2016, la World Wrestling Entertainment (WWE) décide de séparer à nouveau le personnel travaillant à SmackDown et à RAW. L'objectif est de remonter les audiences à SmackDown, alors devenu une émission où les intrigues pour les différents championnats n'évoluaient pas. 
Cette séparation a lieu le 19 juillet 2016 quand la WWE organise un Draft où les figures d'autorité des deux émissions choisissent leurs catcheurs et catcheuses. Dean Ambrose, alors champion de la WWE, rejoint SmackDown Live : RAW se retrouvant alors sans titre mondial. Pour remédier à cela, Stephanie McMahon annonce le 25 juillet 2016, la création du Championnat Universel de la WWE en l'honneur de « l'univers de la WWE », surnom de la fanbase de cette fédération.
Le 3 avril 2022 à WrestleMania 38, Roman Reigns bat Brock Lesnar dans un Winner Takes All Match, devenant le nouveau champion Universel incontesté de la WWE.
Le 2 juin 2023 à SmackDown, Triple H a récompensé Roman Reigns d'une nouvelle ceinture pour ses 1000 jours de règne.
Le 7 avril 2024 à WrestleMania XL, après la défaite de Roman Reigns face à Cody Rhodes, la mention "Universel" disparaît et la ceinture est désactivé, faisant de Rhodes le nouveau champion incontesté de la WWE et mettant fin au règne le plus long de l'histoire de la ceinture.

### Tournoi inaugural
Un tournoi pour définir le premier champion a débuté le 25 juillet 2016. La finale a eu lieu le 21 août 2016 à SummerSlam. Seth Rollins avait l'avantage d'accéder automatiquement à la finale.
|  | Premier tour Raw (25 juillet 2016) | Premier tour Raw (25 juillet 2016) | Premier tour Raw (25 juillet 2016) | Premier tour Raw (25 juillet 2016) |            |            | Demi-finale à l'élimination Raw (25 juillet 2016) | Demi-finale à l'élimination Raw (25 juillet 2016) | Demi-finale à l'élimination Raw (25 juillet 2016) | Demi-finale à l'élimination Raw (25 juillet 2016) |  |  | Finale SummerSlam (21 août 2016) | Finale SummerSlam (21 août 2016) | Finale SummerSlam (21 août 2016) | Finale SummerSlam (21 août 2016) |
|  |                                    |                                    |                                    |                                    |            |            |                                                   |                                                   |                                                   |                                                   |  |  |                                  |                                  |                                  |                                  |
|  |                                    |                                    |                                    |                                    |            |            |                                                   |                                                   |                                                   |                                                   |  |  |                                  |                                  |                                  |                                  |
|  |                                    |                                    |                                    |                                    |            |            |                                                   |                                                   |                                                   |                                                   |  |  |                                  |                                  |                                  |                                  |
|  |                                    |                                    |                                    |                                    |            |            |                                                   |                                                   |                                                   |                                                   |  |  |                                  |                                  |                                  |                                  |
|  |                                    |                                    |                                    |                                    |            |            |                                                   |                                                   |                                                   |                                                   |  |  |                                  |                                  |                                  |                                  |
|  |                                    |                                    |                                    |                                    |            |            |                                                   |                                                   |                                                   |                                                   |  |  |                                  |                                  |                                  |                                  |
|  |                                    |                                    |                                    |                                    |            |            |                                                   |                                                   |                                                   |                                                   |  |  |                                  |                                  |                                  |                                  |
|  |                                    |                                    |                                    |                                    |            |            |                                                   |                                                   |                                                   |                                                   |  |  |                                  |                                  |                                  |                                  |
|  |                                    |                                    |                                    |                                    |            |            |                                                   |                                                   |                                                   |                                                   |  |  |                                  |                                  |                                  |                                  |
|  |                                    |                                    |                                    |                                    |            |            |                                                   |                                                   |                                                   |                                                   |  |  |                                  |                                  |                                  |                                  |
|  |                                    |                                    |                                    |                                    |            |            |                                                   |                                                   |                                                   |                                                   |  |  |                                  |                                  |                                  |                                  |
|  |                                    |                                    |                                    |                                    |            |            |                                                   |                                                   |                                                   |                                                   |  |  |                                  |                                  |                                  |                                  |
|  | Seth Rollins                       | Seth Rollins                       | 19:24                              | 19:24                              |            |            |                                                   |                                                   |                                                   |                                                   |  |  |                                  |                                  |                                  |                                  |
|  | Seth Rollins                       | Seth Rollins                       | 19:24                              | 19:24                              |            |            |                                                   |                                                   |                                                   |                                                   |  |  |                                  |                                  |                                  |                                  |
|  |                                    |                                    | The Demon Finn Bálor               | The Demon Finn Bálor               | Tombé      | Tombé      |                                                   |                                                   |                                                   |                                                   |  |  |                                  |                                  |                                  |                                  |
|  | Finn Bálor                         | Finn Bálor                         | The Demon Finn Bálor               | The Demon Finn Bálor               | Tombé      | Tombé      | Tombé                                             | Tombé                                             |                                                   |                                                   |  |  |                                  |                                  |                                  |                                  |
|  | Finn Bálor                         | Finn Bálor                         |                                    |                                    |            |            |                                                   |                                                   |                                                   |                                                   |  |  |                                  |                                  |                                  |                                  |
|  | Rusev, Kevin Owens et Cesaro       | Rusev, Kevin Owens et Cesaro       | 20:27                              | 20:27                              |            |            |                                                   |                                                   |                                                   |                                                   |  |  |                                  |                                  |                                  |                                  |
|  | Rusev, Kevin Owens et Cesaro       | Rusev, Kevin Owens et Cesaro       | 20:27                              | 20:27                              | Finn Bálor | Finn Bálor | Tombé                                             | Tombé                                             |                                                   |                                                   |  |  |                                  |                                  |                                  |                                  |
|  |                                    |                                    |                                    |                                    | Finn Bálor | Finn Bálor | Tombé                                             | Tombé                                             |                                                   |                                                   |  |  |                                  |                                  |                                  |                                  |
|  |                                    |                                    | Roman Reigns                       | Roman Reigns                       | 12:52      | 12:52      |                                                   |                                                   |                                                   |                                                   |  |  |                                  |                                  |                                  |                                  |
|  | Roman Reigns                       | Roman Reigns                       | Roman Reigns                       | Roman Reigns                       | 12:52      | 12:52      | Tombé                                             | Tombé                                             |                                                   |                                                   |  |  |                                  |                                  |                                  |                                  |
|  | Roman Reigns                       | Roman Reigns                       |                                    |                                    |            |            |                                                   | Tombé                                             |                                                   |                                                   |  |  |                                  |                                  |                                  |                                  |
|  | Chris Jericho, Sheamus, Sami Zayn  | Chris Jericho, Sheamus, Sami Zayn  | 17:17                              | 17:17                              |            |            |                                                   |                                                   |                                                   |                                                   |  |  |                                  |                                  |                                  |                                  |
|  | Chris Jericho, Sheamus, Sami Zayn  | Chris Jericho, Sheamus, Sami Zayn  | 17:17                              | 17:17                              |            |            |                                                   |                                                   |                                                   |                                                   |  |  |                                  |                                  |                                  |                                  |
|  |                                    |                                    |                                    |                                    |            |            |                                                   |                                                   |                                                   |                                                   |  |  |                                  |                                  |                                  |                                  |

### Historique du nom
| Nom                                   | Durée                          |
| ------------------------------------- | ------------------------------ |
| WWE Universal Championship            | 25 juillet 2016 – 3 avril 2022 |
| Undisputed WWE Universal Championship | 3 avril 2022 – 7 avril 2024    |

## Marque
| Date            | Marque    | Notes |
| --------------- | --------- | --- |
| 25 juillet 2016 | Raw       | Lorsque le WWE Championship est devenu exclusif à SmackDown à la suite de la nouvelle Brand Extension, Stephanie McMahon et Mick Foley ont présenté le WWE Universal Championship comme titre mondial de Raw. |
| 31 octobre 2019 | SmackDown | Le WWE Universal Championship est devenu exclusif à SmackDown après que « The Fiend » Bray Wyatt, membre de SmackDown, ait battu Seth Rollins dans un Falls Count Anywhere Match à Crown Jewel.               |

## Liste des champions
| #         | Champion                 | Règne | Date de victoire | Durée (en jours) | Événement             | Lieu                         | Notes | Réf    |
| Raw       | Raw                      | Raw   | Raw              | Raw              | Raw                   | Raw                          | Raw | Raw    |
| --------- | ------------------------ | ----- | ---------------- | ---------------- | --------------------- | ---------------------------- | --- | ------ |
| 1         | Finn Bálor               | 1     | 21 août 2016     | 1                | SummerSlam (2016)     | Brooklyn (New York)          | En battant Seth Rollins. Il devient le premier Champion Universel de l'histoire de la WWE et remporte le second titre de sa carrière. | [ 6 ]  |
| —         | Vacant                   | —     | 22 août 2016     | 7                | Raw                   | Brooklyn (New York)          | Blessé à l'épaule lors de son match de la veille, Finn Bálor a été contraint d'abandonner le titre. Un Fatal 4-Way match sera organisé, la semaine prochaine, entre quatre hommes pour couronner un nouveau champion : Big Cass, Kevin Owens, Roman Reigns et Seth Rollins. | [ 7 ]  |
| 2         | Kevin Owens              | 1     | 29 août 2016     | 188              | Raw                   | Houston (Texas)              | En battant Big Cass, Roman Reigns et Seth Rollins dans un Fatal 4-Way match avec l'aide de l'intervention extérieure de Triple H. Il remporte le titre pour la première fois de sa carrière et son troisième titre personnel. | [ 8 ]  |
| 3         | Goldberg                 | 1     | 5 mars 2017      | 28               | Fastlane (2017)       | Milwaukee (Wisconsin)        | En battant Kevin Owens, à la suite d'une distraction extérieure de Chris Jericho. Il remporte le titre pour la première fois de sa carrière et son cinquième titre personnel. | [ 9 ]  |
| 4         | Brock Lesnar             | 1     | 2 avril 2017     | 504              | WrestleMania 33       | Orlando (Floride)            | En battant Goldberg. Il remporte le titre pour la première fois de sa carrière et son second titre personnel. | [ 10 ] |
| 5         | Roman Reigns             | 1     | 19 août 2018     | 64               | SummerSlam (2018)     | Brooklyn (New York)          | En battant Brock Lesnar. Il remporte le titre pour la première fois de sa carrière, son quatrième titre personnel et devient également le 9e Grand Slam Champion. | [ 11 ] |
| —         | Vacant                   | —     | 22 octobre 2018  | 11               | Raw                   | Providence (Rhode Island)    | En annonçant le retour de la leucémie, maladie dont il est atteint depuis l'âge de 11 ans, Roman Reigns n'est plus en mesure de défendre le titre et est contraint de l'abandonner. | [ 12 ] |
| 6         | Brock Lesnar             | 2     | 2 novembre 2018  | 156              | Crown Jewel (2018)    | Djeddah ( Arabie saoudite)   | En battant Braun Strowman, avec l'aide du GM intérimaire de Raw Baron Corbin, qui attaque son adversaire avant le début du combat. Il devient le premier catcheur à gagner deux fois la ceinture. | [ 13 ] |
| 7         | Seth Rollins             | 1     | 7 avril 2019     | 98               | WrestleMania 35       | East Rutherford (New Jersey) | En battant Brock Lesnar. Il remporte le titre pour la première fois de sa carrière et son cinquième titre personnel. | [ 14 ] |
| 8         | Brock Lesnar             | 3     | 14 juillet 2019  | 28               | Extreme Rules (2019)  | Philadelphie (Pennsylvanie)  | En battant Seth Rollins après avoir encaissé sa mallette sur ce dernier, qui venait de conserver son titre, tout comme Becky Lynch pour le titre féminin de Raw, en battant Baron Corbin et Lacey Evans dans un Winner Takes All Mixed Tag Team Extreme Rules match. Il devient le premier catcheur à gagner trois fois la ceinture. | [ 15 ] |
| 9         | Seth Rollins             | 2     | 11 août 2019     | 81               | SummerSlam (2019)     | Toronto (Ontario) Canada     | En prenant sa revanche sur Brock Lesnar. Il devient le second catcheur à gagner deux fois la ceinture. | [ 16 ] |
| SmackDown |                          |       |                  |                  |                       |                              | |        |
| 10        | « The Fiend » Bray Wyatt | 1     | 31 octobre 2019  | 119              | Crown Jewel (2019)    | Riyad ( Arabie saoudite)     | En battant Seth Rollins dans un Falls Count Anywhere match. Il remporte le titre pour la première fois de sa carrière et son second titre personnel. À la suite de sa victoire et de son transfert à SmackDown lors du Draft, le titre devient la propriété du show bleu. | [ 17 ] |
| 11        | Goldberg                 | 2     | 27 février 2020  | 37               | Super ShowDown (2020) | Riyad ( Arabie saoudite)     | En battant The Fiend Bray Wyatt en moins de 5 minutes. Il devient le troisième catcheur à gagner deux fois la ceinture. | [ 18 ] |
| 12        | Braun Strowman           | 1     | 4 avril 2020     | 141              | WrestleMania 36       | Orlando (Floride)            | En battant Goldberg. En raison de la Pandémie de Covid-19 aux États-Unis, il a dû remplacer Roman Reigns, qui a été précédemment atteint d'une leucémie. Il remporte le titre pour la première fois de sa carrière, son second titre personnel et devient également le 31e Triple Crown Champion. | [ 19 ] |
| 13        | « The Fiend » Bray Wyatt | 2     | 23 août 2020     | 7                | SummerSlam (2020)     | Orlando (Floride)            | En battant Braun Strowman dans un Falls Count Anywhere match. Il devient le quatrième catcheur à gagner deux fois la ceinture. | [ 20 ] |
| 14        | Roman Reigns             | 2     | 30 août 2020     | 1316             | Payback (2020)        | Orlando (Floride)            | En battant The Fiend Bray Wyatt et Braun Strowman dans un Triple Threat No Holds Barred match. Il devient le cinquième catcheur à gagner deux fois la ceinture. Il s'agit du règne le plus long de l'histoire du titre. Le 3 avril 2022 à WrestleMania 38, après sa victoire sur Brock Lesnar dans un Winner Takes All match, il remporte le WWE Championship et unifie les deux titres majeurs, désormais connus sous le nom d'Undisputed WWE Universal Championship. Il s'agit du 4e plus long règne d'un titre de champion du monde. | ,      |
| —         | Désactivé                | 1     | 7 avril 2024     |                  | WrestleMania XL       | Philadelphie (Pennsylvanie)  | Déclus en faveur de la poursuite de la lignée du WWE Championship. Après la défaite de Reigns, l'histoire officielle du titre avait initialement reconnu Cody Rhodes comme champion jusqu'à ce que Rhodes perde le titre à WrestleMania 41 l'année suivante. Lors de sa défaite, l'histoire du titre officiel a été modifiée, retirant Rhodes et reconnaissant plutôt Reigns comme le dernier champion avec le titre à la retraite la nuit où il l'a perdu à WrestleMania XL.                                                           |        |

## Règnes combinés
| Rang | Champion       | Règnes | Jours combinés |
| ---- | -------------- | ------ | -------------- |
| 1    | Roman Reigns   | 2      | 1380           |
| 2    | Brock Lesnar   | 3      | 688            |
| 3    | Kevin Owens    | 1      | 188            |
| 4    | Seth Rollins   | 2      | 179            |
| 5    | Braun Strowman | 1      | 141            |
| 6    | Bray Wyatt †   | 2      | 125            |
| 7    | Goldberg       | 2      | 65             |
| 8    | Finn Bálor     | 1      | 1              |

## Statistiques
| Record                     | Détenteur du record | Chiffre    |
| -------------------------- | ------------------- | ---------- |
| Règne le plus long         | Roman Reigns        | 1316 jours |
| Règne le plus court        | Finn Bálor          | 1 jour     |
| Plus grand nombre de règne | Brock Lesnar        | 3 fois     |
| Champion le plus âgé       | Goldberg            | 53 ans     |
| Champion le plus jeune     | Kevin Owens         | 32 ans     |